# Чарли Викерс
Чарли Викерс (енгл. Charlie Vickers; Мелбурн, 30. октобар 1992) аустралијски је глумац. Познат је по улози Саурона у серији Господар прстенова: Прстенови моћи (2022—данас).

## Филмографија

### Филм
| Година | Српски наслов | Изворни наслов | Улога | Напомене |
| ------ | ------------- | -------------- | ----- | -------- |
| 2019.  |               |                | Ден   |          |
| 2020.  |               |                | Ендру |          |

### Телевизија
| Година | Српски наслов                      | Изворни наслов | Улога        | Напомене     |
| ------ | ---------------------------------- | -------------- | ------------ | ------------ |
| 2018.  | Медичијеви: Господари Фиренце      |                | Гуљелмо Паци | 8 епизода    |
| 2022−  | Господар прстенова: Прстенови моћи |                | Саурон       | главна улога |